# Tiro nos Jogos Olímpicos de Verão de 1976
O tiro nos Jogos Olímpicos de Verão de 1976 foi realizado em Montreal, no Canadá, com sete eventos disputados. Pela primeira vez na história uma mulher viria a conquistar uma medalha olímpica no tiro: Margaret Murdock levou a medalha de prata na categoria carabina três posições 50 metros.

## Tiro rápido 25 m
| Pos. | País                    | Atletas          | Pontos |
| ---- | ----------------------- | ---------------- | ------ |
|      | Alemanha Oriental (GDR) | Norbert Klaar    | 597    |
|      | Alemanha Oriental (GDR) | Jürgen Wiefel    | 596    |
|      | Itália (ITA)            | Roberto Ferraris | 595    |

## Carabina deitado 50 m
| Pos. | País                     | Atletas            | Pontos |
| ---- | ------------------------ | ------------------ | ------ |
|      | Alemanha Ocidental (FRG) | Karlheinz Smieszek | 599    |
|      | Alemanha Ocidental (FRG) | Ulrich Lind        | 597    |
|      | União Soviética (URS)    | Gennadi Lushikov   | 595    |

## Carabina três posições 50 m
| Pos. | País                     | Atletas          | Pontos |
| ---- | ------------------------ | ---------------- | ------ |
|      | Estados Unidos (USA)     | Lanny Bassham    | 1162   |
|      | Estados Unidos (USA)     | Margaret Murdock | 1162   |
|      | Alemanha Ocidental (FRG) | Werner Seibold   | 1160   |

## Pistola livre 50 m
| Pos. | País                    | Atletas          | Pontos |
| ---- | ----------------------- | ---------------- | ------ |
|      | Alemanha Oriental (GDR) | Uwe Potteck      | 573    |
|      | Alemanha Oriental (GDR) | Harald Vollmar   | 567    |
|      | Áustria (AUT)           | Rudolf Dollinger | 562    |

## Fossa olímpica
| Pos. | País                 | Atletas         | Pontos |
| ---- | -------------------- | --------------- | ------ |
|      | Estados Unidos (USA) | Donald Haldeman | 190    |
|      | Portugal (POR)       | Armando Silva   | 189    |
|      | Itália (ITA)         | Ubaldesco Baldi | 189    |

## Alvo móvel
| Pos. | País                  | Atletas            | Pontos |
| ---- | --------------------- | ------------------ | ------ |
|      | União Soviética (URS) | Alexander Gazov    | 579    |
|      | União Soviética (URS) | Alexander Kediarov | 576    |
|      | Polônia (POL)         | Jerzy Greszkiewicz | 571    |

## Skeet
| Pos. | País                 | Atletas             | Pontos |
| ---- | -------------------- | ------------------- | ------ |
|      | Checoslováquia (TCH) | Josef Panáček       | 198    |
|      | Países Baixos (NED)  | Eric Swinkels       | 198    |
|      | Polônia (POL)        | Wiesław Gawlikowski | 196    |

## Quadro de medalhas do tiro
| Ordem | País                   | Medalha de ouro | Medalha de prata | Medalha de bronze | Total |
| ----- | ---------------------- | --------------- | ---------------- | ----------------- | ----- |
| 1     | GDR Alemanha Oriental  | 2               | 2                | 0                 | 4     |
| 2     | USA Estados Unidos     | 2               | 1                | 0                 | 3     |
| 3     | FRG Alemanha Ocidental | 2               | 0                | 1                 | 3     |
| 3     | URS União Soviética    | 2               | 0                | 1                 | 3     |
| 5     | TCH Checoslováquia     | 1               | 0                | 0                 | 1     |
| 6     | NED Países Baixos      | 0               | 1                | 0                 | 1     |
| 6     | POR Portugal           | 0               | 1                | 0                 | 1     |
| 8     | ITA Itália             | 0               | 0                | 2                 | 2     |
| 8     | POL Polônia            | 0               | 0                | 2                 | 2     |
| 10    | AUT Áustria            | 0               | 0                | 1                 | 1     |